# غورغ هاينريش فون لنغسدورف
غورغ هاينريش فون لنغسدورف (1774-1852) (بالإنجليزية: Georg Heinrich von Langsdorff)‏ هو عالم نبات ألماني.